# Компьютерные шахматы
Компьютерные шахматы — популярный термин из области исследования искусственного интеллекта, означающий создание программного обеспечения и специальных компьютеров для игры в шахматы. Также термин «компьютерные шахматы» употребляется для обозначения игры против компьютерной шахматной программы, игры программ между собой. 
Начиная с 2000-х годов даже сильнейшие  гроссмейстеры не имеют никаких шансов в противостоянии с шахматными программами.

## История

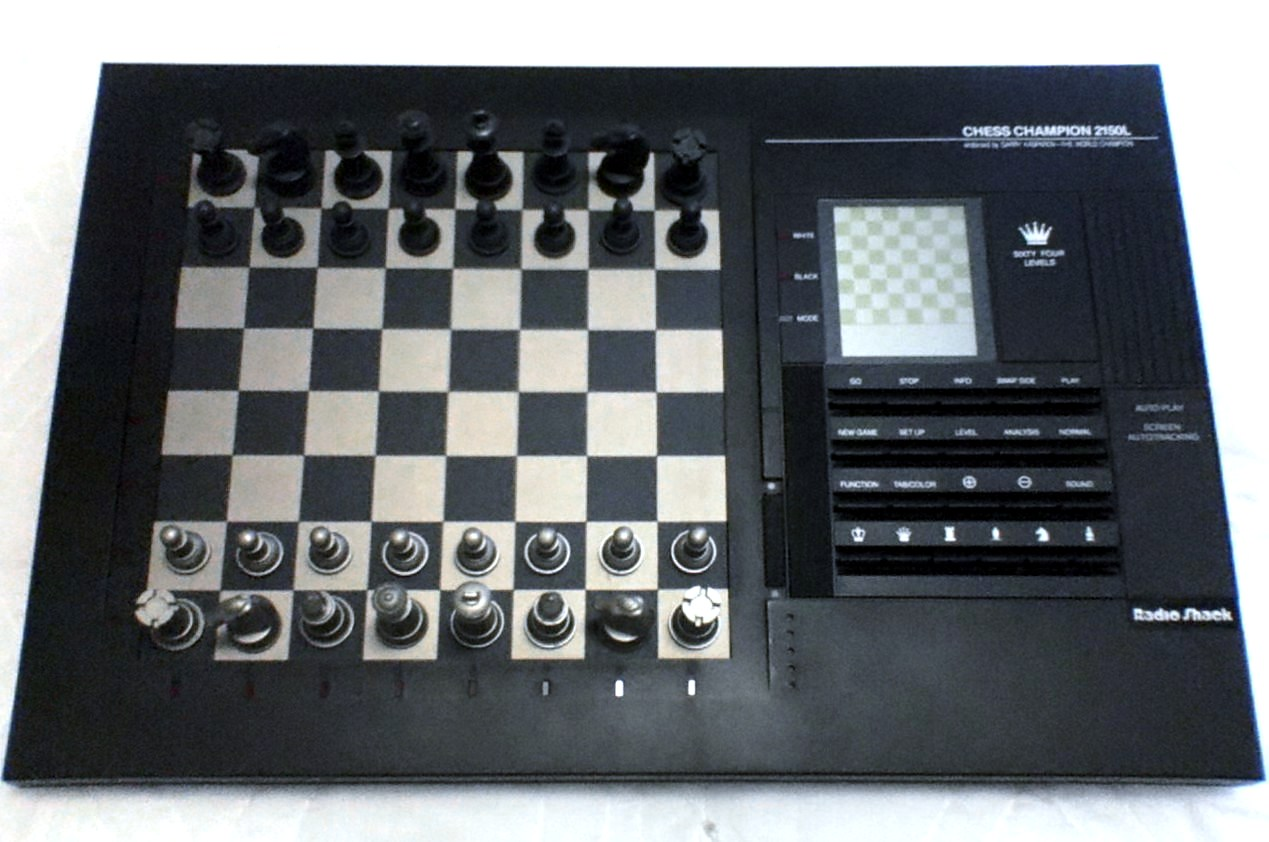
Шахматный компьютер

История шахматных машин старше, чем история компьютеров. Идея создать машину, играющую в шахматы, датируется ещё восемнадцатым веком. Около 1769 года появился шахматный автомат «Механический турок». Он был предназначен для развлечения королевы Марии-Терезии. Машина действительно неплохо играла — внутри неё находился сильный шахматист, который и делал ходы.
Создание механических шахматных автоматов прекратилось с появлением цифровых компьютеров в середине XX века. В 1951 году Алан Тьюринг написал алгоритм Turochamp, с помощью которого машина могла бы играть в шахматы, только в роли машины выступал сам изобретатель. Этот нонсенс даже получил название — «бумажная машина Тьюринга». Человеку требовалось более получаса, чтобы сделать один ход. Алгоритм был довольно условный, и сохранилась даже запись партии, где «бумажная машина» Тьюринга проиграла одному из его коллег. Из-за отсутствия доступа к компьютеру программа ни разу не проверялась в работе.
Примерно в это же время, в 1951 году, математик Клод Шеннон написал свою первую статью о шахматном программировании. Он писал: «Хотя, возможно, это и не имеет никакого практического значения, сам вопрос представляется теоретически интересным, и будем надеяться, что решение этой задачи послужит толчком для решения других задач аналогичной природы и большего значения». Шеннон также отметил теоретическое существование лучшего хода в шахматах и практическую невозможность его найти.
Следующим шагом в развитии шахматного программирования стала разработка в ядерной лаборатории Лос-Аламоса в 1952 году на компьютере MANIAC I c тактовой частотой 11 кГц шахматной программы для игры на доске 6x6, без участия слонов. Известно, что этот компьютер сыграл одну партию против сильного шахматиста, она продолжалась 10 часов и закончилась победой шахматиста. Ещё одна партия была сыграна против девушки, которая недавно научилась играть в шахматы. Машина победила на 23-м ходу, для своего времени это было большое достижение.
В 1957 году Алексом Бернштейном была создана первая программа для игры на стандартной шахматной доске и при участии всех фигур.
Важное событие для компьютерных шахмат произошло в 1958 год, когда Аллен Ньюэлл, Клифф Шоу и Герберт Саймон разработали алгоритм уменьшения дерева поиска, названный «альфа-бета-отсечение», на основе которого построены функции поиска всех сильных современных программ.
В 1967 году в матче из четырёх партий программа, созданная в Институте теоретической и экспериментальной физики (ИТЭФ), обыграла шахматную программу Стэнфордского университета со счётом 3-1. По оценкам гроссмейстеров, игравших с программой, она играла в силу третьего шахматного разряда.
На 1-м Чемпионате мира по шахматам среди компьютерных программ в августе 1974 года в Стокгольме (Швеция) программа «Каисса», созданная в 1971 году сотрудниками Института проблем управления АН СССР, выиграла все четыре партии и стала первым чемпионом мира среди шахматных программ, обогнав программы «Chess 4», «Chaos» и «Ribbit», набравших по 3 очка. В первенстве приняли участие 13 машин из 8 стран мира, передававшие свои ходы в зал проведения первенства оператору по телефону.
Первой же машиной, которая достигла уровня шахматного мастера, была Belle, законченная в 1983 году Джо Кондоном и Кеном Томпсоном. Belle был первым компьютером, спроектированным только для игры в шахматы. Его официальный рейтинг Эло был 2250, таким образом, это была самая сильная шахматная машина своего времени.
В 1994 году Гарри Каспаров проиграл программе Fritz 3 турнирную блиц-партию в Мюнхене. Программа также выиграла у Вишванатана Ананда, Бориса Гельфанда и Владимира Крамника. Гроссмейстер Роберт Хюбнер отказывался играть против программы и автоматически проиграл. Каспаров сыграл второй матч с Fritz и победил с 4 выигрышами и 2 ничьими.
В феврале 1996 года Гарри Каспаров победил шахматный суперкомпьютер Deep Blue со счётом 4-2. Этот матч примечателен тем, что первую партию выиграл Deep Blue, автоматически став первым компьютером, победившим чемпиона мира по шахматам в турнирных условиях. Deep Blue вычислял 50 миллиардов позиций каждые три минуты. В Deep Blue было 200 процессоров. С тех пор шахматные энтузиасты и компьютерные инженеры создали много шахматных машин и компьютерных программ.
В 1997 году Deep Blue победил в матче-реванше (2 победы, 3 ничьих, 1 поражение) и стал первым компьютером, одолевшим сильнейшего шахматиста мира. Отыграться Каспаров уже не смог, потому что IBM отказалась от дальнейших соревнований, посчитав миссию выполненной.
Шахматные компьютеры сейчас доступны по очень низкой цене. Появилось много программ с открытыми кодами, в частности Crafty, Fruit и GNU Chess, которые можно свободно загрузить из Интернета и которые могут победить многих профессиональных шахматистов. Лучшие коммерческие и бесплатные программы, например, Shredder, Fritz или Komodo уже намного превысили уровень людей-чемпионов. Движок с открытым кодом Stockfish находится на высоких местах в таких компьютерных рейтинг-листах, как CEGT, CCRL, SCCT и CSS, благодаря совместной разработке и тестированию многих людей.

## Мотивация
Первыми мотивами для компьютеризации шахмат было желание развлечься, создать программы для компьютерных шахматных турниров и провести научное исследование, которое позволило бы глубже понять познавательную способность человека. Для первых двух целей компьютерные шахматы имели феноменальный успех: от первых попыток к созданию шахматной программы, которая могла на равных соперничать с лучшими шахматистами, прошло менее пятидесяти лет.
Александр Кронрод определил роль компьютерных шахмат известной фразой: «шахматы — это дрозофила искусственного интеллекта». Аналогия лежит на поверхности: шахматы представляют собой безусловно интеллектуальную, но при этом чётко формализованную, простую по структуре и компактную задачу, то есть являются удобным объектом лабораторных исследований в искусственном интеллекте, так же, как мушка-дрозофила благодаря малым размерам, плодовитости и быстрой смене поколений является удобным лабораторным объектом для изучения наследственности. Действительно, на шахматах были апробированы многие известные методы и направления искусственного интеллекта, в том числе методики оптимизации перебора (уход от «комбинаторного взрыва» при просчёте вариантов вперёд на несколько ходов), распознавание образов, экспертные системы, логическое программирование.
Однако, к удивлению и огорчению многих, шахматы мало приблизили людей к созданию машин с человекоподобным интеллектом. Современные шахматные программы, по сути, остановились на наиболее примитивном этапе интеллектуальной деятельности: они исследуют огромное число возможных ходов обоих игроков, применяя различные методы усечения дерева перебора, в том числе относительно простую функцию оценки. В сочетании с базами данных, хранящими заранее рассчитанные готовые варианты дебютов и эндшпилей, благодаря быстродействию и объёмам памяти современных компьютеров, эти методы уже обеспечивают игру компьютера в шахматы на гроссмейстерском уровне. По этим причинам компьютерные шахматы больше не имеют такого большого академического интереса. Роль «дрозофилы искусственного интеллекта» перешла к другим интеллектуальным играм, таким как, например, го. Гораздо больший, чем в шахматах, объём перебора вариантов в таких играх ограничивает возможности использования простых методов и требует от учёных применять более умозрительные подходы к игре.

## Проблемы реализации
Разработчики шахматных программ должны сделать ряд решений при их написании. Они включают:
- Способ изображения шахматной доски — представление цельной позиции как структуры данных.
- Методы поиска — поиск возможных лучших ходов.
- Листовая оценка — оценка позиции без учёта дальнейших ходов.

См. также:
- Минимакс
- Альфа-бета-отсечение
- Killer эвристика
- Итерационное заглубление
- Эвристика нулевого хода

## Шахматные компьютеры
Шахматный компьютер — специализированное устройство для игры в шахматы. Обычно используется для развлечения и практики игроков в шахматы при отсутствии партнёра-человека, в качестве средства для анализа различных игровых ситуаций, для соревнования компьютеров между собой.
Потребительские шахматные компьютеры обычно выполняются в виде шахматной доски с дисплеем и набором клавиш для выполнения необходимых игровых действий. В зависимости от конструкции, доска может быть никак не связана с компьютерной частью и не иметь электроники, или наоборот, представлять собой дисплей, отображающий графическое представление игровой ситуации.
В СССР с середины 1980-х годов выпускались потребительские шахматные компьютеры «Электроника ИМ-01», «Электроника ИМ-05», «Электроника ИМ-29» («Шахматный партнёр»), «Интеллект-01», «Интеллект-02», «Дебют», «Феникс», «100 лет Новосибирск» и другие.
Большинство программ основано на методе перебора ходов, существуют программы, основанные на эвристических методах. Попытка создать настоящую шахматную программу, на основе алгоритма шахматного мастера, предпринималась экс-чемпионом мира М. Ботвинником и его ассистентами-программистами — Б. Штильманом и А. Резницким.
Большой прорыв в развитии шахматных программ наступил при применении нейронных сетей. 
Например, в 2017 году DeepMind создал программу для нейронных сетей, которая после самостоятельного обучения в течение нескольких часов, смогла победить лучшие шахматные алгоритмы. В серии из 100 игр против Stockfish, AlphaZero ни разу не проиграл и выиграл 25 игр, играя белыми, и три игры, играя чёрными. Алгоритм AlphaZero был создан на основе программы AlphaGo, которая ранее стала абсолютным чемпионом в игре го. Алгоритм AlphaZero более похож на то, как играет в шахматы человек. Он рассматривает меньше позиций, чем другие программы. По словам авторов, она оценивает 80 тысяч позиций в секунду в сравнении с 70 миллионами в секунду у Stockfish. В отличие от AlphaGo, AlphaZero способен научиться сразу нескольким задачам-играм, а не одной. AlphaZero не обучали игре, а давали только базовые знания о правилах игры. AlphaZero затем играл сам с собой и самостоятельно вырабатывал тактику.

## Структура шахматной программы
Первое исследование на тему шахматного программирования сделал в 1950 году американский математик Клод Шеннон, успешно предусмотревший два основных возможных метода поиска, которые можно использовать, и назвал их «Тип А» и «Тип B».
Программы типа А используют так называемый подход «грубой силы» (brute force), изучая каждую возможную позицию на фиксированную глубину с помощью алгоритма Минимакс. Шеннон утверждал, что этот метод будет непрактичным по двум причинам.
Во-первых, с примерно тридцатью ходами, возможными в типичной позиции, на изучение около 753 млн узловых позиций (просчёт примерно на три хода вперёд для обеих сторон), надо примерно 12,5 минут, даже в «очень оптимистичном» случае, когда компьютер сможет оценивать миллион позиций в секунду (чтобы достичь этого, понадобилось сорок лет).
Во-вторых, программы Типа А пренебрегали так называемой проблемой статического состояния, пытаясь оценить позицию в начале обмена фигур или другой важной последовательности ходов (например, тактических комбинаций). Поэтому Шеннон предполагал, что с применением алгоритма Типа А число позиций, которые надо исследовать, чрезвычайно возрастёт, что значительно замедлит программу. Вместо бесполезной траты вычислительной мощности компьютера для исследования плохих или незначительных ходов Шеннон предложил использовать программы Типа В. Этот метод имеет два усовершенствования:
1. Применяется поиск «по спокойствию» (quietness).
2. Исследует не все, а только некоторые пригодные ходы для каждой позиции.

Это давало программам возможность просчитывать важные ходы на бо́льшую глубину и делать это за приемлемое время. Первый подход выдержал испытание временем: все современные[когда?] программы применяют конечный поиск «по спокойствию» перед оценкой позиции.

### Основные алгоритмы современных программ

Примерная схема осуществления альфа-бета-отсечения слабых ходов

Компьютерные шахматные программы рассматривают шахматные ходы как игровое дерево. Теоретически, они должны оценивать все позиции, которые возникнут после всех возможных ходов, затем все возможные ходы после этих ходов и т. д. Каждый ход одного игрока называется «узел». Перебор ходов продолжается, пока программа не достигает максимальной глубины поиска или определяет, что достигнута конечная позиция (например, мат или пат). Уже на основании оценки позиции выбирает наилучшую стратегию. В каждой позиции количество возможных ходов игрока примерно равно 35. Для полного анализа четырёх полу ходов (по два хода каждого игрока) нужно исследовать около полутора миллиона возможностей, для шести — почти два миллиарда. Анализ на 3 хода вперёд — очень мало для хорошей игры.
Программисты пытаются по-разному ограничить количество ходов, которые надо перебрать (обрезание дерева поиска — game tree pruning). Самым популярным является альфа-бета-отсечение, в котором не рассматриваются позиции, имеющие меньшую оценку, чем уже оценённые.
Приблизительная программная реализация:
```
 
private
 
int
 
AlphaBeta
(
int
 
color
,
 
int
 
Depth
,
 
int
 
alpha
,
 
int
 
beta
)
 
{

    
if
 
(
Depth
 
==
 
0
)
 
return
 
Evaluate
(
color
);
 

    
int
 
bestmove
;

    
Vector
 
moves
 
=
 
GenerateMoves
();

    
for
(
int
 
i
 
=
 
0
;
 
i
 
<
 
moves
.
size
();
 
i
++
)
 
{

        
makeMove
(
moves
.
get
(
i
));

        
eval
 
=
 
-
AlphaBeta
(
-
color
,
 
Depth
-
1
,
 
-
beta
,
 
-
alpha
);

        
unmakeMove
(
moves
.
get
(
i
));

        
if
(
eval
 
>=
 
beta
)

          
return
 
beta
;

        
if
(
eval
 
>
 
alpha
)
 
{

          
alpha
 
=
 
eval
;

          
if
 
(
Depth
 
==
 
defaultDepth
)
 
{

            
bestmove
 
=
 
moves
.
get
(
i
);
  

    
}

   
}

  
}

    
return
 
alpha
;

 
}

```

Пример первого вызова:
```
 
AlphaBeta
(
1
,
 
6
,
 
Integer
.
MIN_VALUE
,
 
Integer
.
MAX_VALUE
);

```

При первом вызове метод (функция) вызывается с максимальным окном. При рекурсивных вызовах переменные alpha и beta меняются местами с обращением знака и «сужают» массу поиска.
Вторым распространённым способом является итерационное заглубление. Сначала перебирается дерево игры до определённой глубины, после чего выделяется несколько лучших ходов. Затем программа оценивает эти ходы применительно к большей глубине, чтобы узнать больше об их последствиях. Эта операция повторяется до наилучшего с точки зрения программы хода. Такой подход позволяет быстро отбросить немалый процент неперспективных вариантов игры. Например, не имеет смысла исследовать, что произойдёт, если обменять ферзя на пешку, когда в позиции есть лучшие ходы.
Важный элемент шахматных алгоритмов — это система оценки позиции. Нельзя абсолютно точно оценить позицию, ибо для этого нужно было бы проанализировать триллионы последовательностей ходов от начала и до завершения партии. Если бы существовала функция, которая давала бы возможность достоверно оценить позицию, задача игры в шахматы упростилась бы к оценке каждого из нескольких десятков доступных в данный момент ходов, и не надо было бы вычислять дальнейшие ходы.
Следовательно, оценка программой позиции очень приблизительная, хотя оценочные функции программ постоянно совершенствуются. Функции оценки обычно оценивают позиции в сотых частях пешки. Эти функции оценивают только несколько простых параметров:
1. Во-первых, это оценка материала: каждая пешка — это 1 пункт, слон и конь — по 3, ладья — 5, ферзь — 9. Король иногда ценится в 200 пешек (Статья Шеннона) или 1 000 000 000 пешек (программа разработана в СССР в 1961 г.), чтобы гарантировать, что мат перевесит все другие факторы. Более развитые функции имеют точнее установленные коэффициенты ценности фигур, которые зависят от стадии партии и позиции на шахматной доске.
2. Во-вторых, позиционное преимущество, которое зависит от положения фигур на доске; например, заблокированная фигура ценится меньше, чем свободная; оценивается также безопасность короля, господство над центром доски и т. д.; существуют также более сложные системы оценки (некоторые даже используют знания о нейронных сетях), однако даже такая простая функция позволяет программе играть очень сильно; в шахматах главная проблема заключается не в оценке позиции, а в переборе дерева возможных ходов.

Функции оценки позиции бывают неэффективны, когда ситуация на доске резко меняется с каждым ходом, когда, например, идёт обмен фигур или осуществляется какая-нибудь шахматная комбинация. Отсюда возникло понятие статического состояния (quiescent) и горизонта вычисления. В статическом состоянии на шахматной доске идёт медленная позиционная борьба, а достойный внимания горизонт вычисления очень широк. Это означает, что решающая перемена не наступит в том будущем, которое удаётся легко предвидеть. В такой ситуации большее значение играют функции оценки позиции, нежели попытки вычисления возможных вариантов.
В динамичной ситуации игра, опирающаяся на функцию оценки позиции, может привести к совершенно ошибочным решениям. В крайнем случае, если программа имеет коротко настроенный горизонт вычисления и в ней учитывается только кратковременная оценка позиции, то конец может прийтись как раз на момент, когда идёт обмен ферзей, и один из них может быть уже побит, а второй взамен ещё нет. Оценка программой такого состояния ведёт к совершенно ошибочному выводу, что один из игроков имеет огромное преимущество, тогда как оно исчезнет через один ход, которого, однако, программа не видит. Если состояние ещё не статическое, нужно продолжить обмен до конца и оценить ситуацию, когда уже нет возможных радикальных изменений. Люди в целом интуитивно различают эти две ситуации — шахматные же программы должны иметь набор условий, позволяющих изменять способ функционирования в статических и динамических состояниях.
Труднее дать оценку ходам в дебюте. Большинство[сколько?] программ используют при этом написанные заранее дебютные библиотеки, в которых есть определённое небольшое количество начальных ходов и ответов к определённому числу ходов, которое не является постоянным, потому что зависит от вида дебюта.

## Компьютер против человека
Даже в 1970—80-х годах оставался открытым вопрос, когда шахматная программа сможет победить сильнейших шахматистов. В 1968 году международный гроссмейстер Дэвид Леви пошёл на пари, что ни один компьютер не сможет обыграть его в течение ближайших десяти лет. Он выиграл пари, победив в 1978 году программу Chess 4.7 (сильнейшую в то время), но сознавал, что осталось не так уж много времени до того, когда компьютеры будут побеждать мировых чемпионов. В 1989 году программа Deep Thought выиграла у Леви.
Но программы всё ещё были значительно ниже уровня чемпиона мира, который продемонстрировал Гарри Каспаров, победив ту же Deep Thought дважды в 1991 году.
Это длилось до 1996 года, когда состоялся матч Каспарова с компьютером Deep Blue фирмы IBM, где чемпион проиграл свою первую партию. Впервые компьютерная шахматная программа обыграла чемпиона мира при стандартном часовом контроле. Однако Каспаров изменил свой стиль игры, выиграв три и сведя вничью две из оставшихся пяти партий. В мае 1997 года усовершенствованная версия Deep Blue нанесла поражение Каспарову со счётом 3,5-2,5. В 2003 году был снят документальный фильм, в котором исследовались упрёки Каспарова по поводу возможного использования IBM шахматиста, под названием «Матч окончен: Каспаров и машина» (англ. Game Over: Kasparov and the machine). В фильме утверждалось, что сильно раскрученная победа Deep Blue подстроена для увеличения рыночной стоимости IBM. Частично эти упрёки были оправданными. Правила позволяли разработчикам изменять программу между играми. Deep Blue был изменён между партиями для лучшего понимания машиной стиля игры Каспарова, помогая избежать ловушки в эндшпиле, в которую дважды попадала программа.
|   | a | b | c | d | e | f | g | h |   |
| - | --- | --- | --- | --- | --- | --- | --- | --- | - |
| 8 | h7 белая ладья · f6 чёрный ферзь · h6 чёрный король · d5 белый ферзь · g5 белый конь · d4 чёрная пешка · a3 белая пешка · b3 белая пешка · f3 чёрная пешка · g3 белая пешка · h3 белая пешка · f2 чёрный конь · h2 белый король · e1 чёрная ладья | h7 белая ладья · f6 чёрный ферзь · h6 чёрный король · d5 белый ферзь · g5 белый конь · d4 чёрная пешка · a3 белая пешка · b3 белая пешка · f3 чёрная пешка · g3 белая пешка · h3 белая пешка · f2 чёрный конь · h2 белый король · e1 чёрная ладья | h7 белая ладья · f6 чёрный ферзь · h6 чёрный король · d5 белый ферзь · g5 белый конь · d4 чёрная пешка · a3 белая пешка · b3 белая пешка · f3 чёрная пешка · g3 белая пешка · h3 белая пешка · f2 чёрный конь · h2 белый король · e1 чёрная ладья | h7 белая ладья · f6 чёрный ферзь · h6 чёрный король · d5 белый ферзь · g5 белый конь · d4 чёрная пешка · a3 белая пешка · b3 белая пешка · f3 чёрная пешка · g3 белая пешка · h3 белая пешка · f2 чёрный конь · h2 белый король · e1 чёрная ладья | h7 белая ладья · f6 чёрный ферзь · h6 чёрный король · d5 белый ферзь · g5 белый конь · d4 чёрная пешка · a3 белая пешка · b3 белая пешка · f3 чёрная пешка · g3 белая пешка · h3 белая пешка · f2 чёрный конь · h2 белый король · e1 чёрная ладья | h7 белая ладья · f6 чёрный ферзь · h6 чёрный король · d5 белый ферзь · g5 белый конь · d4 чёрная пешка · a3 белая пешка · b3 белая пешка · f3 чёрная пешка · g3 белая пешка · h3 белая пешка · f2 чёрный конь · h2 белый король · e1 чёрная ладья | h7 белая ладья · f6 чёрный ферзь · h6 чёрный король · d5 белый ферзь · g5 белый конь · d4 чёрная пешка · a3 белая пешка · b3 белая пешка · f3 чёрная пешка · g3 белая пешка · h3 белая пешка · f2 чёрный конь · h2 белый король · e1 чёрная ладья | h7 белая ладья · f6 чёрный ферзь · h6 чёрный король · d5 белый ферзь · g5 белый конь · d4 чёрная пешка · a3 белая пешка · b3 белая пешка · f3 чёрная пешка · g3 белая пешка · h3 белая пешка · f2 чёрный конь · h2 белый король · e1 чёрная ладья | 8 |
| 7 | h7 белая ладья · f6 чёрный ферзь · h6 чёрный король · d5 белый ферзь · g5 белый конь · d4 чёрная пешка · a3 белая пешка · b3 белая пешка · f3 чёрная пешка · g3 белая пешка · h3 белая пешка · f2 чёрный конь · h2 белый король · e1 чёрная ладья | h7 белая ладья · f6 чёрный ферзь · h6 чёрный король · d5 белый ферзь · g5 белый конь · d4 чёрная пешка · a3 белая пешка · b3 белая пешка · f3 чёрная пешка · g3 белая пешка · h3 белая пешка · f2 чёрный конь · h2 белый король · e1 чёрная ладья | h7 белая ладья · f6 чёрный ферзь · h6 чёрный король · d5 белый ферзь · g5 белый конь · d4 чёрная пешка · a3 белая пешка · b3 белая пешка · f3 чёрная пешка · g3 белая пешка · h3 белая пешка · f2 чёрный конь · h2 белый король · e1 чёрная ладья | h7 белая ладья · f6 чёрный ферзь · h6 чёрный король · d5 белый ферзь · g5 белый конь · d4 чёрная пешка · a3 белая пешка · b3 белая пешка · f3 чёрная пешка · g3 белая пешка · h3 белая пешка · f2 чёрный конь · h2 белый король · e1 чёрная ладья | h7 белая ладья · f6 чёрный ферзь · h6 чёрный король · d5 белый ферзь · g5 белый конь · d4 чёрная пешка · a3 белая пешка · b3 белая пешка · f3 чёрная пешка · g3 белая пешка · h3 белая пешка · f2 чёрный конь · h2 белый король · e1 чёрная ладья | h7 белая ладья · f6 чёрный ферзь · h6 чёрный король · d5 белый ферзь · g5 белый конь · d4 чёрная пешка · a3 белая пешка · b3 белая пешка · f3 чёрная пешка · g3 белая пешка · h3 белая пешка · f2 чёрный конь · h2 белый король · e1 чёрная ладья | h7 белая ладья · f6 чёрный ферзь · h6 чёрный король · d5 белый ферзь · g5 белый конь · d4 чёрная пешка · a3 белая пешка · b3 белая пешка · f3 чёрная пешка · g3 белая пешка · h3 белая пешка · f2 чёрный конь · h2 белый король · e1 чёрная ладья | h7 белая ладья · f6 чёрный ферзь · h6 чёрный король · d5 белый ферзь · g5 белый конь · d4 чёрная пешка · a3 белая пешка · b3 белая пешка · f3 чёрная пешка · g3 белая пешка · h3 белая пешка · f2 чёрный конь · h2 белый король · e1 чёрная ладья | 7 |
| 6 | h7 белая ладья · f6 чёрный ферзь · h6 чёрный король · d5 белый ферзь · g5 белый конь · d4 чёрная пешка · a3 белая пешка · b3 белая пешка · f3 чёрная пешка · g3 белая пешка · h3 белая пешка · f2 чёрный конь · h2 белый король · e1 чёрная ладья | h7 белая ладья · f6 чёрный ферзь · h6 чёрный король · d5 белый ферзь · g5 белый конь · d4 чёрная пешка · a3 белая пешка · b3 белая пешка · f3 чёрная пешка · g3 белая пешка · h3 белая пешка · f2 чёрный конь · h2 белый король · e1 чёрная ладья | h7 белая ладья · f6 чёрный ферзь · h6 чёрный король · d5 белый ферзь · g5 белый конь · d4 чёрная пешка · a3 белая пешка · b3 белая пешка · f3 чёрная пешка · g3 белая пешка · h3 белая пешка · f2 чёрный конь · h2 белый король · e1 чёрная ладья | h7 белая ладья · f6 чёрный ферзь · h6 чёрный король · d5 белый ферзь · g5 белый конь · d4 чёрная пешка · a3 белая пешка · b3 белая пешка · f3 чёрная пешка · g3 белая пешка · h3 белая пешка · f2 чёрный конь · h2 белый король · e1 чёрная ладья | h7 белая ладья · f6 чёрный ферзь · h6 чёрный король · d5 белый ферзь · g5 белый конь · d4 чёрная пешка · a3 белая пешка · b3 белая пешка · f3 чёрная пешка · g3 белая пешка · h3 белая пешка · f2 чёрный конь · h2 белый король · e1 чёрная ладья | h7 белая ладья · f6 чёрный ферзь · h6 чёрный король · d5 белый ферзь · g5 белый конь · d4 чёрная пешка · a3 белая пешка · b3 белая пешка · f3 чёрная пешка · g3 белая пешка · h3 белая пешка · f2 чёрный конь · h2 белый король · e1 чёрная ладья | h7 белая ладья · f6 чёрный ферзь · h6 чёрный король · d5 белый ферзь · g5 белый конь · d4 чёрная пешка · a3 белая пешка · b3 белая пешка · f3 чёрная пешка · g3 белая пешка · h3 белая пешка · f2 чёрный конь · h2 белый король · e1 чёрная ладья | h7 белая ладья · f6 чёрный ферзь · h6 чёрный король · d5 белый ферзь · g5 белый конь · d4 чёрная пешка · a3 белая пешка · b3 белая пешка · f3 чёрная пешка · g3 белая пешка · h3 белая пешка · f2 чёрный конь · h2 белый король · e1 чёрная ладья | 6 |
| 5 | h7 белая ладья · f6 чёрный ферзь · h6 чёрный король · d5 белый ферзь · g5 белый конь · d4 чёрная пешка · a3 белая пешка · b3 белая пешка · f3 чёрная пешка · g3 белая пешка · h3 белая пешка · f2 чёрный конь · h2 белый король · e1 чёрная ладья | h7 белая ладья · f6 чёрный ферзь · h6 чёрный король · d5 белый ферзь · g5 белый конь · d4 чёрная пешка · a3 белая пешка · b3 белая пешка · f3 чёрная пешка · g3 белая пешка · h3 белая пешка · f2 чёрный конь · h2 белый король · e1 чёрная ладья | h7 белая ладья · f6 чёрный ферзь · h6 чёрный король · d5 белый ферзь · g5 белый конь · d4 чёрная пешка · a3 белая пешка · b3 белая пешка · f3 чёрная пешка · g3 белая пешка · h3 белая пешка · f2 чёрный конь · h2 белый король · e1 чёрная ладья | h7 белая ладья · f6 чёрный ферзь · h6 чёрный король · d5 белый ферзь · g5 белый конь · d4 чёрная пешка · a3 белая пешка · b3 белая пешка · f3 чёрная пешка · g3 белая пешка · h3 белая пешка · f2 чёрный конь · h2 белый король · e1 чёрная ладья | h7 белая ладья · f6 чёрный ферзь · h6 чёрный король · d5 белый ферзь · g5 белый конь · d4 чёрная пешка · a3 белая пешка · b3 белая пешка · f3 чёрная пешка · g3 белая пешка · h3 белая пешка · f2 чёрный конь · h2 белый король · e1 чёрная ладья | h7 белая ладья · f6 чёрный ферзь · h6 чёрный король · d5 белый ферзь · g5 белый конь · d4 чёрная пешка · a3 белая пешка · b3 белая пешка · f3 чёрная пешка · g3 белая пешка · h3 белая пешка · f2 чёрный конь · h2 белый король · e1 чёрная ладья | h7 белая ладья · f6 чёрный ферзь · h6 чёрный король · d5 белый ферзь · g5 белый конь · d4 чёрная пешка · a3 белая пешка · b3 белая пешка · f3 чёрная пешка · g3 белая пешка · h3 белая пешка · f2 чёрный конь · h2 белый король · e1 чёрная ладья | h7 белая ладья · f6 чёрный ферзь · h6 чёрный король · d5 белый ферзь · g5 белый конь · d4 чёрная пешка · a3 белая пешка · b3 белая пешка · f3 чёрная пешка · g3 белая пешка · h3 белая пешка · f2 чёрный конь · h2 белый король · e1 чёрная ладья | 5 |
| 4 | h7 белая ладья · f6 чёрный ферзь · h6 чёрный король · d5 белый ферзь · g5 белый конь · d4 чёрная пешка · a3 белая пешка · b3 белая пешка · f3 чёрная пешка · g3 белая пешка · h3 белая пешка · f2 чёрный конь · h2 белый король · e1 чёрная ладья | h7 белая ладья · f6 чёрный ферзь · h6 чёрный король · d5 белый ферзь · g5 белый конь · d4 чёрная пешка · a3 белая пешка · b3 белая пешка · f3 чёрная пешка · g3 белая пешка · h3 белая пешка · f2 чёрный конь · h2 белый король · e1 чёрная ладья | h7 белая ладья · f6 чёрный ферзь · h6 чёрный король · d5 белый ферзь · g5 белый конь · d4 чёрная пешка · a3 белая пешка · b3 белая пешка · f3 чёрная пешка · g3 белая пешка · h3 белая пешка · f2 чёрный конь · h2 белый король · e1 чёрная ладья | h7 белая ладья · f6 чёрный ферзь · h6 чёрный король · d5 белый ферзь · g5 белый конь · d4 чёрная пешка · a3 белая пешка · b3 белая пешка · f3 чёрная пешка · g3 белая пешка · h3 белая пешка · f2 чёрный конь · h2 белый король · e1 чёрная ладья | h7 белая ладья · f6 чёрный ферзь · h6 чёрный король · d5 белый ферзь · g5 белый конь · d4 чёрная пешка · a3 белая пешка · b3 белая пешка · f3 чёрная пешка · g3 белая пешка · h3 белая пешка · f2 чёрный конь · h2 белый король · e1 чёрная ладья | h7 белая ладья · f6 чёрный ферзь · h6 чёрный король · d5 белый ферзь · g5 белый конь · d4 чёрная пешка · a3 белая пешка · b3 белая пешка · f3 чёрная пешка · g3 белая пешка · h3 белая пешка · f2 чёрный конь · h2 белый король · e1 чёрная ладья | h7 белая ладья · f6 чёрный ферзь · h6 чёрный король · d5 белый ферзь · g5 белый конь · d4 чёрная пешка · a3 белая пешка · b3 белая пешка · f3 чёрная пешка · g3 белая пешка · h3 белая пешка · f2 чёрный конь · h2 белый король · e1 чёрная ладья | h7 белая ладья · f6 чёрный ферзь · h6 чёрный король · d5 белый ферзь · g5 белый конь · d4 чёрная пешка · a3 белая пешка · b3 белая пешка · f3 чёрная пешка · g3 белая пешка · h3 белая пешка · f2 чёрный конь · h2 белый король · e1 чёрная ладья | 4 |
| 3 | h7 белая ладья · f6 чёрный ферзь · h6 чёрный король · d5 белый ферзь · g5 белый конь · d4 чёрная пешка · a3 белая пешка · b3 белая пешка · f3 чёрная пешка · g3 белая пешка · h3 белая пешка · f2 чёрный конь · h2 белый король · e1 чёрная ладья | h7 белая ладья · f6 чёрный ферзь · h6 чёрный король · d5 белый ферзь · g5 белый конь · d4 чёрная пешка · a3 белая пешка · b3 белая пешка · f3 чёрная пешка · g3 белая пешка · h3 белая пешка · f2 чёрный конь · h2 белый король · e1 чёрная ладья | h7 белая ладья · f6 чёрный ферзь · h6 чёрный король · d5 белый ферзь · g5 белый конь · d4 чёрная пешка · a3 белая пешка · b3 белая пешка · f3 чёрная пешка · g3 белая пешка · h3 белая пешка · f2 чёрный конь · h2 белый король · e1 чёрная ладья | h7 белая ладья · f6 чёрный ферзь · h6 чёрный король · d5 белый ферзь · g5 белый конь · d4 чёрная пешка · a3 белая пешка · b3 белая пешка · f3 чёрная пешка · g3 белая пешка · h3 белая пешка · f2 чёрный конь · h2 белый король · e1 чёрная ладья | h7 белая ладья · f6 чёрный ферзь · h6 чёрный король · d5 белый ферзь · g5 белый конь · d4 чёрная пешка · a3 белая пешка · b3 белая пешка · f3 чёрная пешка · g3 белая пешка · h3 белая пешка · f2 чёрный конь · h2 белый король · e1 чёрная ладья | h7 белая ладья · f6 чёрный ферзь · h6 чёрный король · d5 белый ферзь · g5 белый конь · d4 чёрная пешка · a3 белая пешка · b3 белая пешка · f3 чёрная пешка · g3 белая пешка · h3 белая пешка · f2 чёрный конь · h2 белый король · e1 чёрная ладья | h7 белая ладья · f6 чёрный ферзь · h6 чёрный король · d5 белый ферзь · g5 белый конь · d4 чёрная пешка · a3 белая пешка · b3 белая пешка · f3 чёрная пешка · g3 белая пешка · h3 белая пешка · f2 чёрный конь · h2 белый король · e1 чёрная ладья | h7 белая ладья · f6 чёрный ферзь · h6 чёрный король · d5 белый ферзь · g5 белый конь · d4 чёрная пешка · a3 белая пешка · b3 белая пешка · f3 чёрная пешка · g3 белая пешка · h3 белая пешка · f2 чёрный конь · h2 белый король · e1 чёрная ладья | 3 |
| 2 | h7 белая ладья · f6 чёрный ферзь · h6 чёрный король · d5 белый ферзь · g5 белый конь · d4 чёрная пешка · a3 белая пешка · b3 белая пешка · f3 чёрная пешка · g3 белая пешка · h3 белая пешка · f2 чёрный конь · h2 белый король · e1 чёрная ладья | h7 белая ладья · f6 чёрный ферзь · h6 чёрный король · d5 белый ферзь · g5 белый конь · d4 чёрная пешка · a3 белая пешка · b3 белая пешка · f3 чёрная пешка · g3 белая пешка · h3 белая пешка · f2 чёрный конь · h2 белый король · e1 чёрная ладья | h7 белая ладья · f6 чёрный ферзь · h6 чёрный король · d5 белый ферзь · g5 белый конь · d4 чёрная пешка · a3 белая пешка · b3 белая пешка · f3 чёрная пешка · g3 белая пешка · h3 белая пешка · f2 чёрный конь · h2 белый король · e1 чёрная ладья | h7 белая ладья · f6 чёрный ферзь · h6 чёрный король · d5 белый ферзь · g5 белый конь · d4 чёрная пешка · a3 белая пешка · b3 белая пешка · f3 чёрная пешка · g3 белая пешка · h3 белая пешка · f2 чёрный конь · h2 белый король · e1 чёрная ладья | h7 белая ладья · f6 чёрный ферзь · h6 чёрный король · d5 белый ферзь · g5 белый конь · d4 чёрная пешка · a3 белая пешка · b3 белая пешка · f3 чёрная пешка · g3 белая пешка · h3 белая пешка · f2 чёрный конь · h2 белый король · e1 чёрная ладья | h7 белая ладья · f6 чёрный ферзь · h6 чёрный король · d5 белый ферзь · g5 белый конь · d4 чёрная пешка · a3 белая пешка · b3 белая пешка · f3 чёрная пешка · g3 белая пешка · h3 белая пешка · f2 чёрный конь · h2 белый король · e1 чёрная ладья | h7 белая ладья · f6 чёрный ферзь · h6 чёрный король · d5 белый ферзь · g5 белый конь · d4 чёрная пешка · a3 белая пешка · b3 белая пешка · f3 чёрная пешка · g3 белая пешка · h3 белая пешка · f2 чёрный конь · h2 белый король · e1 чёрная ладья | h7 белая ладья · f6 чёрный ферзь · h6 чёрный король · d5 белый ферзь · g5 белый конь · d4 чёрная пешка · a3 белая пешка · b3 белая пешка · f3 чёрная пешка · g3 белая пешка · h3 белая пешка · f2 чёрный конь · h2 белый король · e1 чёрная ладья | 2 |
| 1 | h7 белая ладья · f6 чёрный ферзь · h6 чёрный король · d5 белый ферзь · g5 белый конь · d4 чёрная пешка · a3 белая пешка · b3 белая пешка · f3 чёрная пешка · g3 белая пешка · h3 белая пешка · f2 чёрный конь · h2 белый король · e1 чёрная ладья | h7 белая ладья · f6 чёрный ферзь · h6 чёрный король · d5 белый ферзь · g5 белый конь · d4 чёрная пешка · a3 белая пешка · b3 белая пешка · f3 чёрная пешка · g3 белая пешка · h3 белая пешка · f2 чёрный конь · h2 белый король · e1 чёрная ладья | h7 белая ладья · f6 чёрный ферзь · h6 чёрный король · d5 белый ферзь · g5 белый конь · d4 чёрная пешка · a3 белая пешка · b3 белая пешка · f3 чёрная пешка · g3 белая пешка · h3 белая пешка · f2 чёрный конь · h2 белый король · e1 чёрная ладья | h7 белая ладья · f6 чёрный ферзь · h6 чёрный король · d5 белый ферзь · g5 белый конь · d4 чёрная пешка · a3 белая пешка · b3 белая пешка · f3 чёрная пешка · g3 белая пешка · h3 белая пешка · f2 чёрный конь · h2 белый король · e1 чёрная ладья | h7 белая ладья · f6 чёрный ферзь · h6 чёрный король · d5 белый ферзь · g5 белый конь · d4 чёрная пешка · a3 белая пешка · b3 белая пешка · f3 чёрная пешка · g3 белая пешка · h3 белая пешка · f2 чёрный конь · h2 белый король · e1 чёрная ладья | h7 белая ладья · f6 чёрный ферзь · h6 чёрный король · d5 белый ферзь · g5 белый конь · d4 чёрная пешка · a3 белая пешка · b3 белая пешка · f3 чёрная пешка · g3 белая пешка · h3 белая пешка · f2 чёрный конь · h2 белый король · e1 чёрная ладья | h7 белая ладья · f6 чёрный ферзь · h6 чёрный король · d5 белый ферзь · g5 белый конь · d4 чёрная пешка · a3 белая пешка · b3 белая пешка · f3 чёрная пешка · g3 белая пешка · h3 белая пешка · f2 чёрный конь · h2 белый король · e1 чёрная ладья | h7 белая ладья · f6 чёрный ферзь · h6 чёрный король · d5 белый ферзь · g5 белый конь · d4 чёрная пешка · a3 белая пешка · b3 белая пешка · f3 чёрная пешка · g3 белая пешка · h3 белая пешка · f2 чёрный конь · h2 белый король · e1 чёрная ладья | 1 |
|   | a | b | c | d | e | f | g | h |   |

IBM разобрала Deep Blue после матча, с тех пор этот компьютер не играл ни разу. Впоследствии происходили другие матчи «Человек против Машины».
Имея все большую вычислительную мощность, шахматные программы, запущенные на персональных компьютерах, стали достигать уровня лучших шахматистов. В 1998 году программа Rebel 10 победила Вишванатана Ананда, который тогда занимал второе место в мире. Однако не все партии игрались со стандартным временным контролем. Из восьми партий матча четыре играли с блиц-контролем (пять минут плюс пять секунд за каждый ход), которые Rebel выиграл со счётом 3-1. Ещё две игры были с полу-блиц контролем (пятнадцать минут на каждого), которые программа также выиграла (1,5-1). Наконец, две последние партии были сыграны со стандартным турнирным временным контролем (два часа на 40 ходов и час на остальные ходы) и тут выиграл уже Ананд со счётом 0,5-1,5. К тому времени в быстрых партиях компьютеры играли лучше людей, но при классическом временном контроле преимущество компьютера над человеком было ещё не так велико.
В 2000 году коммерческие шахматные программы Junior и Fritz смогли свести в ничью матчи против предыдущих мировых чемпионов Гарри Каспарова и Владимира Крамника.
В октябре 2002 года Владимир Крамник и Deep Fritz соревновались в матче из восьми партий в Бахрейне. Матч закончился вничью. Крамник выиграл вторую и третью партии, используя традиционную противокомпьютерную тактику — играл осторожно, имея целью долгосрочное преимущество, которое компьютер не может увидеть в своём дереве поиска. И всё же Fritz выиграл пятую партию после грубой ошибки Крамника. Шестую партию много турнирных комментаторов назвали очень увлекательной. Крамник, имея лучшую позицию в начале миттельшпиля, попытался пожертвовать фигуру, чтобы создать сильную тактическую атаку (такая стратегия очень рискована против компьютеров). Fritz нашёл сильную защиту, и эта атака значительно ухудшила позицию Крамника. Крамник сдал игру, веря, что партия проиграна. Однако последующий анализ показал, что Fritz вряд ли смог бы довести игру до своего выигрыша. Последние две партии закончились вничью.
В январе 2003 года Гарри Каспаров играл против программы Junior в Нью-Йорке. Матч закончился со счётом 3-3.
В ноябре 2003 года Гарри Каспаров играл с X3D Fritz. Матч закончился со счётом 2-2.
В 2005 году Hydra, специальный шахматный программно-аппаратный комплекс с 64 процессорами, победил Майкла Адамса — шахматиста, который в то время был на седьмом месте в мире по рейтингу Эло — в матче из шести партий со счётом 5,5-0,5 (хотя домашняя подготовка Адамса была намного ниже, чем у Каспарова в 2002 году). Некоторые комментаторы верили, что Hydra наконец получит несомненное преимущество над лучшими шахматистами.
В ноябре-декабре 2006 года чемпион мира Владимир Крамник играл с программой Deep Fritz. Матч закончился выигрышем машины со счётом 2-4.

## Базы данных эндшпиля
Подробнее Базы данных эндшпиля
Компьютеры используются для анализа некоторых эндшпильных позиций. Такие базы данных эндшпиля создаются, используя ретроспективный анализ, начиная с позиций, где конечный результат известен (например, где одной стороне был поставлен мат) и видя, какие ещё позиции есть на расстоянии хода, затем на один ход от этих и т. д. Кен Томпсон, известный как главный проектировщик операционной системы UNIX, был пионером в этой области.
Игра в эндшпиле долго была заметной слабостью шахматных программ, так как глубина поиска была недостаточной. Таким образом, даже программы, которые играли в силу мастера, не в состоянии выиграть в эндшпильных позициях, где даже шахматист средней силы мог форсировать выигрыш.
Но результаты компьютерного анализа иногда удивляли людей. В 1977 году шахматная машина Томпсона Belle, используя эндшпильные базы данных король + ладья против короля + ферзь, была способна свести вничью теоретически проигрышные эндшпили против титулованных шахматистов.
Большинство гроссмейстеров отказывались играть против компьютера в эндшпиле ферзь против ладьи, но Уолтер Браун принял вызов. Позицию расставили так, что теоретически можно было выиграть в 30 ходов с безупречной игрой. Брауну дали два с половиной часа на пятьдесят ходов. После сорока пяти ходов Браун согласился на ничью, будучи не способным выиграть в последние пять ходов. В конечной позиции Браун мог поставить мат только через семнадцать ходов.
В 2002 году были опубликованы основные форматы эндшпильных баз данных, включая Edward Tablebases, De Koning Endgame Database и Nalimov Endgame Tablebases, которые теперь поддерживают многие шахматные программы, такие как Rybka, Shredder и Fritz. Эндшпили с пятью или менее фигурами были полностью проанализированы. Эндшпили с шестью фигурами были проанализированы, за исключением позиций с пятью фигурами против одинокого короля. Марк Буржуцкий и Яков Коновал проанализировали некоторые эндшпили с семью фигурами. Во всех этих эндшпильных базах данных считается, что рокировка невозможна.
Базы данных генерируются с помощью хранения в памяти оценок позиций, которые возникали до сих пор, и используют эти результаты для уменьшения дерева поиска, если такие позиции возникнут снова. Простая целесообразность запоминания оценок всех ранее достигнутых позиций означает, что ограничивающим фактором при решении эндшпиля является просто количество памяти, которую имеет компьютер. С ростом ёмкости компьютерной памяти, эндшпили повышенной сложности рано или поздно будут решены.
Компьютер, использующий базу данных эндшпиля будет, при достижении позиции в них, способен играть безупречно и безотлагательно определять, является ли позиция выигрышной, проигрышной или ничейной, а также находить самый быстрый и самый долгий способ достижения результата. Знание точной оценки позиции также полезно при увеличении силы компьютера, так как это позволит программе выбирать пути достижения цели в зависимости от ситуации [то есть упрощая и размениваясь получить чётко исследованную позицию].
- Все 5-фигурные окончания занимают 7,03 ГБ.
- Все 6-фигурные окончания занимают 1,205 ТБ.
- Все 7-фигурные окончания занимают 140 ТБ.
- Все 8-фигурные окончания будут занимать приблизительно 10 ПБ.

## Игра против программ
Компьютеры ощутимо опережают людей в коротких тактических манёврах, которые находятся в пределах глубины поиска программы. Особенно опасным в таких случаях является ферзь, который прекрасно подходит для кратковременных манёвров. Поэтому в игре против компьютера люди часто делают попытку побудить программу к размену ферзей. Это происходит, например, когда человек в начале партии намеренно ухудшает свою позицию, а компьютер расценивает её, как выгодную ему. Если программа устанавливает оценку позиции как преимущественную для себя, то, скорее всего, будет разменивать фигуры, а это выгодно человеку. Конечно, программисты узнали о таких «трюках», и это учитывается в последних версиях их программ.
Вместо этого шахматисты должны играть против компьютера долгосрочными манёврами, которые программа не может увидеть в рамках своей глубины поиска. Например, Крамник в партии с Deep Fritz выиграл с помощью долгосрочного продвижения проходной пешки, выгоды которого Fritz обнаружил слишком поздно.

## Шахматы и другие игры
Успех шахматных программ внушает мысль, что можно написать программы, которые играли бы так же хорошо и в другие игры, например сёги или го.
Похожие алгоритмы, пожалуй, можно бы использовать и во время игры в других разновидностях шахмат. В сёги больше возможных ходов, материальное преимущество значит гораздо меньше, зато намного существеннее позиционное преимущество. Строятся сложные системы, имеющие целью гарантировать королю безопасность, но оценка этих систем для компьютера нелегка. Количество фигур в этой игре постоянно, а потому игра не упрощается со временем, что делает невозможным создать базу эндшпилей. Нет здесь также вполне статических состояний, ведь игра на протяжении всего времени сводится к позиционной борьбе. Поэтому написать хорошую программу для игры в сёги значительно тяжелее, чем шахматную программу, хотя огромный опыт в шахматных играх можно приложить и к этой игре.
Настоящим вызовом для программистов стало го. Сложность вычисления го на несколько порядков больше, чем в шахматах. На каждом шаге возможны около 200—300 ходов, статическая же оценка жизни групп камней фактически невозможна. Одним ходом здесь можно вполне испортить всю игру, даже если остальные ходы были успешны. Поэтому алгоритмы, которые были успешны для игры в шахматы, недостаточны для игры в го на профессиональном уровне. Тем не менее, в октябре 2015 года, компьютерная программа AlphaGo, разработанная компанией Google DeepMind, впервые выиграла в го у профессионала 2 дана Фань Хуэя. А в марте 2016 года она выиграла матч с Ли Седолем, профессионалом 9 дана, со счётом 4-1.

## Хронология компьютерных шахмат
- 1769 — Вольфганг Кемпелен создал шахматный автомат, который стал одной из величайших мистификаций того периода.
- 1868 — Чарльз Хупер представил автомат Ajeeb — в котором тоже был спрятан шахматист.
- 1912 — Леонардо Торрес Квеведо построил машину, которая могла играть эндшпиль Король + Ладья против короля.
- 1948 — вышла в свет книга Норберта Винера «Кибернетика», которая описывает, как можно создать шахматную программу, используя поиск минимакса с лимитированной глубиной и оценочной функцией.
- 1950 — Клод Шеннон опубликовал «Программирование компьютера для игры в шахматы», одну из первых статей о компьютерных шахматах.
- 1951 — Алан Тьюринг разработал на бумаге первую программу, способную играть в шахматы.
- 1952 — Дитрих Принц разработал программу, которая решала шахматные задачи.
- 1956 — первая подобная шахматам игра, в которую смогла играть программа, разработанная Полом Штейном и Марком Уэллсом для компьютера MANIAC I (Лос-Аламос, США).
- 1956 — Джон Маккарти изобрёл альфа-бета алгоритм поиска.
- 1958 — NSS стала первой программой, которая использовала альфа-бета алгоритм поиска.
- 1958 — первыми шахматными программами, которые могли играть полные шахматные партии, стали одна, созданная Алексом Бернштейном, и вторая — советскими программистами.
- 1962 — первой программой, которая играла правдоподобно, стала Kotok-McCarthy.
- 1966—1967 — первый матч между программами. В этом матче машина М-2 из ИТЭФ победила программу Kotok-McCarthy на машине MANIAC Стенфордского университета. Матч длился 9 месяцев, связь осуществлялась по телеграфу[источник не указан 3409 дней].
- 1967 — Mac Hack Six, разработанная Ричардом Гринблатом, стала первой программой, победившей человека при турнирном контроле времени.
- 1970 — первый год Североамериканского чемпионата по шахматам среди компьютерных программ.
- 1974 — Каисса выиграла первый Всемирный Компьютерный Шахматный Чемпионат.
- 1977 — создание первых шахматных микрокомпьютеров CHESS CHALLENGER[11] и BORIS.
- 1977 — создание Международной Компьютерной Шахматной Ассоциации.
- 1977 — Chess 4.6 стал первым шахматным компьютером, который добился успеха в серьёзном шахматном турнире.
- 1980 — первый год Всемирного Чемпионата по шахматам среди микрокомпьютеров.
- 1981 — Cray Blitz выиграл Чемпионат по шахматам штата Миссисипи со счётом 5-0 и рейтингом перформанса 2258.
- 1982 — программно-аппаратный комплекс Belle, разработанный Кеном Томпсоном, зарабатывает титул мастера США.
- 1988 — HiTech[англ.], разработанная Гансом Берлинером и Карлом Эбелингом[англ.], выигрывает матч против гроссмейстера Арнольда Денкера со счётом 3.5—0.5.
- 1988 — Deep Thought делит первое место с Тони Майлзом в турнире Software Toolworks Open (Лос-Анджелес), впереди бывшего чемпиона мира Михаила Таля и нескольких гроссмейстеров, в частности Самуэля Решевского, Уолтера Брауна, Алона Гринфельда и Михаила Гуревича. В этом турнире Deep Thought нанёс поражение гроссмейстеру Бенту Ларсену и стал первым компьютером, который выиграл у гроссмейстера в турнире.
- 1992 — впервые микрокомпьютер, Chessmachine Gideon 3.1[англ.], разработанный Эдом Шредером (Ed Schröder), выигрывает VII Чемпионат мира по шахматам среди компьютерных программ, опередив мейнфреймы и суперкомпьютеры.
- 1997 — Deep Blue выиграл матч против Гарри Каспарова (2—1=3).
- 2002 — Владимир Крамник свёл вничью матч против Deep Fritz.
- 2003 — Каспаров сыграл вничью матч против Deep Junior.
- 2003 — Каспаров сыграл вничью матч против X3D Fritz.
- 2005 — Hydra[англ.] выиграла матч с Майклом Адамсом со счётом 5,5-0,5.
- 2005 — команда компьютеров (Hydra[англ.], Deep Junior и Fritz), обыграла со счётом 8.5—3.5 команду шахматистов (Веселин Топалов, Руслан Пономарёв и Сергей Карякин), которые имели средний рейтинг Эло 2681.
- 2006 — чемпион мира, Владимир Крамник, побеждён программой Deep Fritz со счётом 4—2.
- 2014 — американский гроссмейстер Хикару Накамура проиграл мини-матч программе Stockfish 5 со счётом 1-3 (+0=2-2). Две первые партии человек играл с форой в одну пешку, а две последующие без форы, но с использованием подсказок шахматной программы Rybka 3.

## Теоретики компьютерных шахмат
- Дэвид Леви
- Роберт Хайт (автор шахматной программы Crafty)
- Ганс Берлинер
- Клод Шеннон
- Давид Бронштейн

## Статьи
- История компьютерных шахмат (англ.)
- Защита Чести Человечества — статья Тима Краббе об «антикомпьютерном» стиле шахмат
- Computer-Chess Club — место, где профессиональные авторы обсуждают свои программы
- Компьютерная шахматная теория Колина Фрауна
- Евгений Желтоножский. Как компьютер играет в шахматы? geektimes.ru (15 февраля 2016). Дата обращения: 25 февраля 2016.
- Александр Евдокимов. Битва ЖЕЛЕЗНЫХ КОНЕЙ (рус.) // Hard’n’Soft : журнал. — 2005. — Октябрь (№ 10 (136)). — С. 85—91. Архивировано 13 ноября 2017 года.
- Фотографии советских шахматных компьютеров // Soviet Digital Electronics Museum